# Long Pine
Long Pine – miasto w Stanach Zjednoczonych, w stanie Nebraska, w hrabstwie Brown.